# Beauchamp Tower

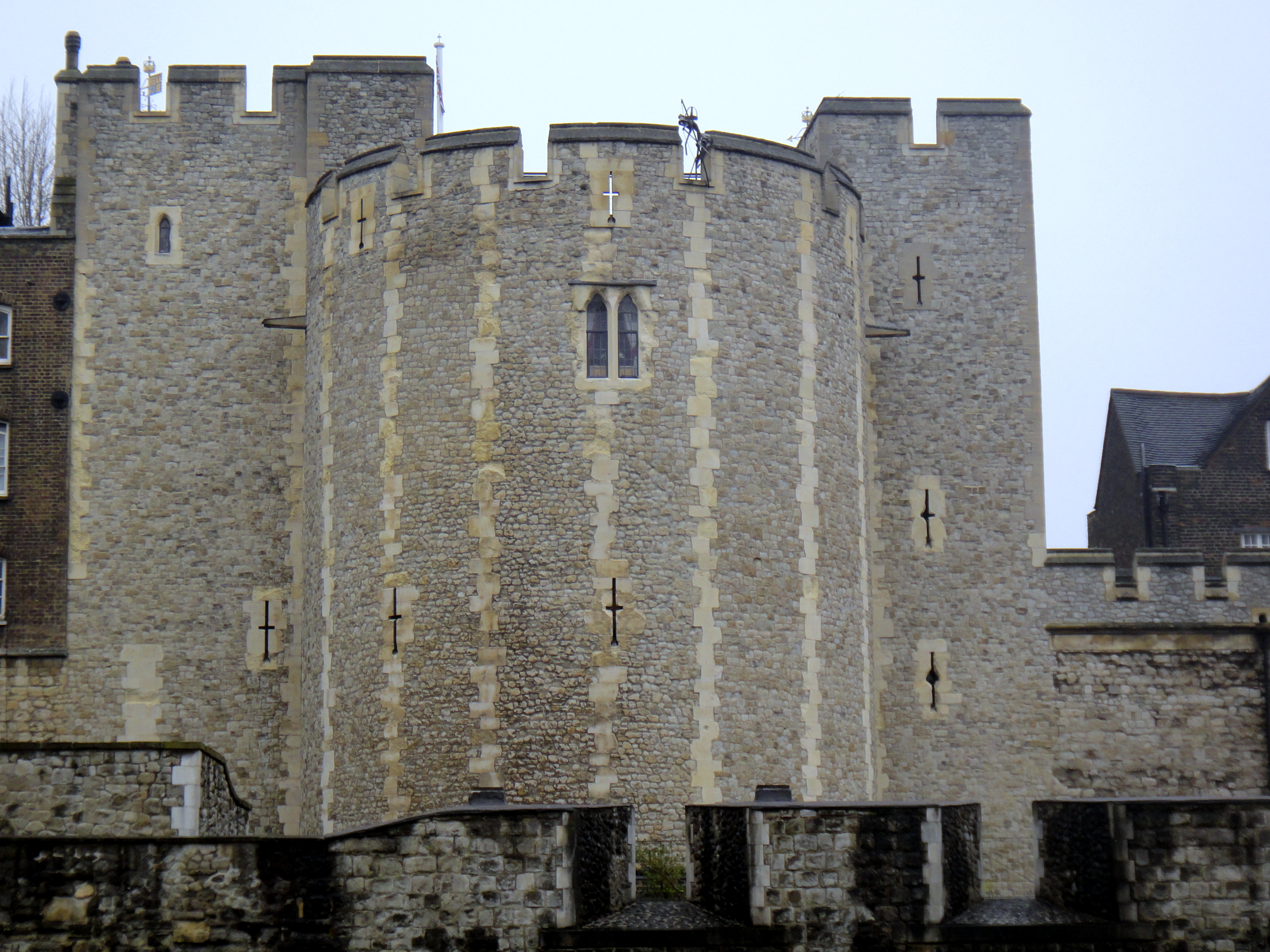
Beauchamp Tower, gesehen von außerhalb des Towers

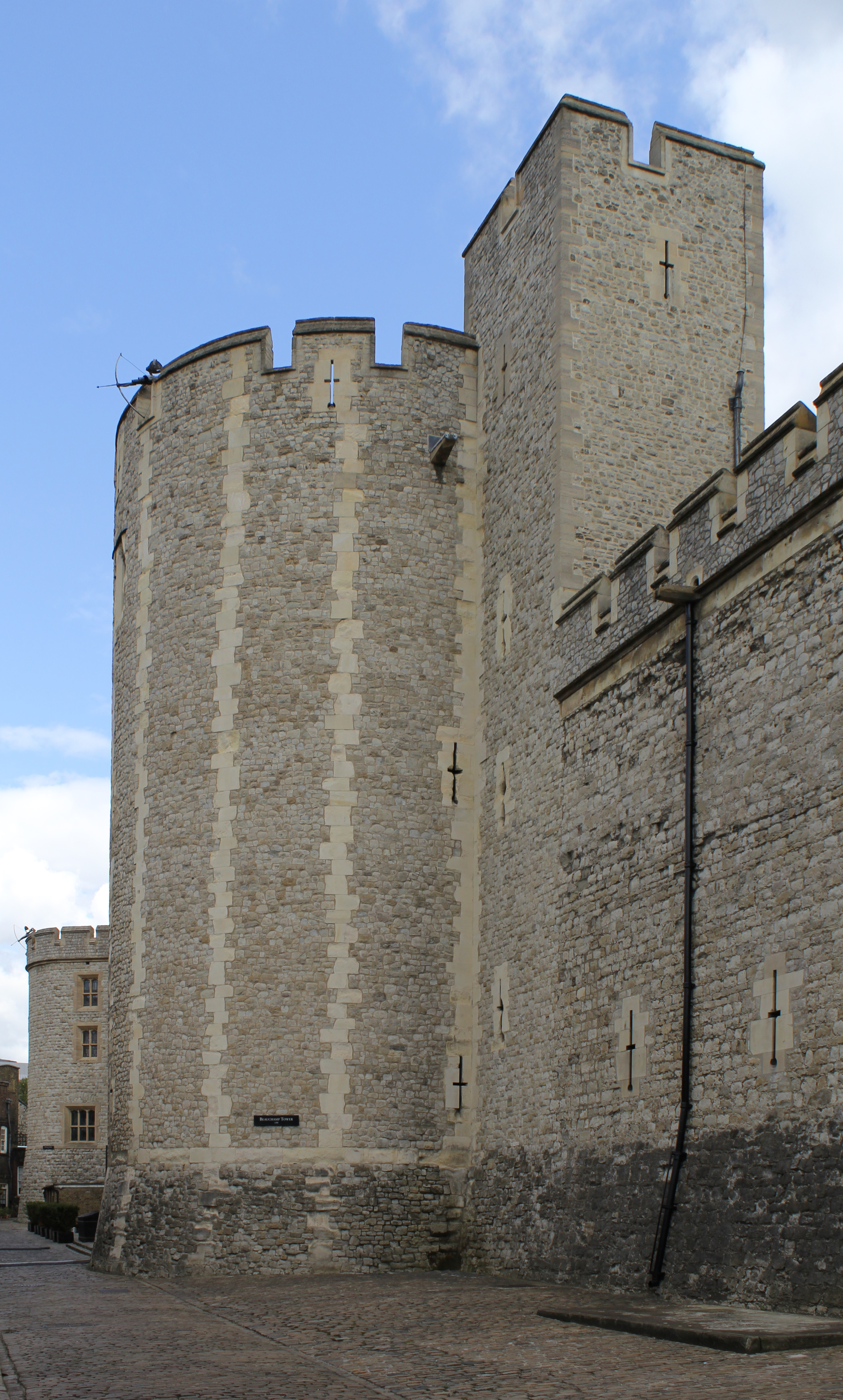
Beauchamp Tower, gesehen aus dem äußeren Festungsring

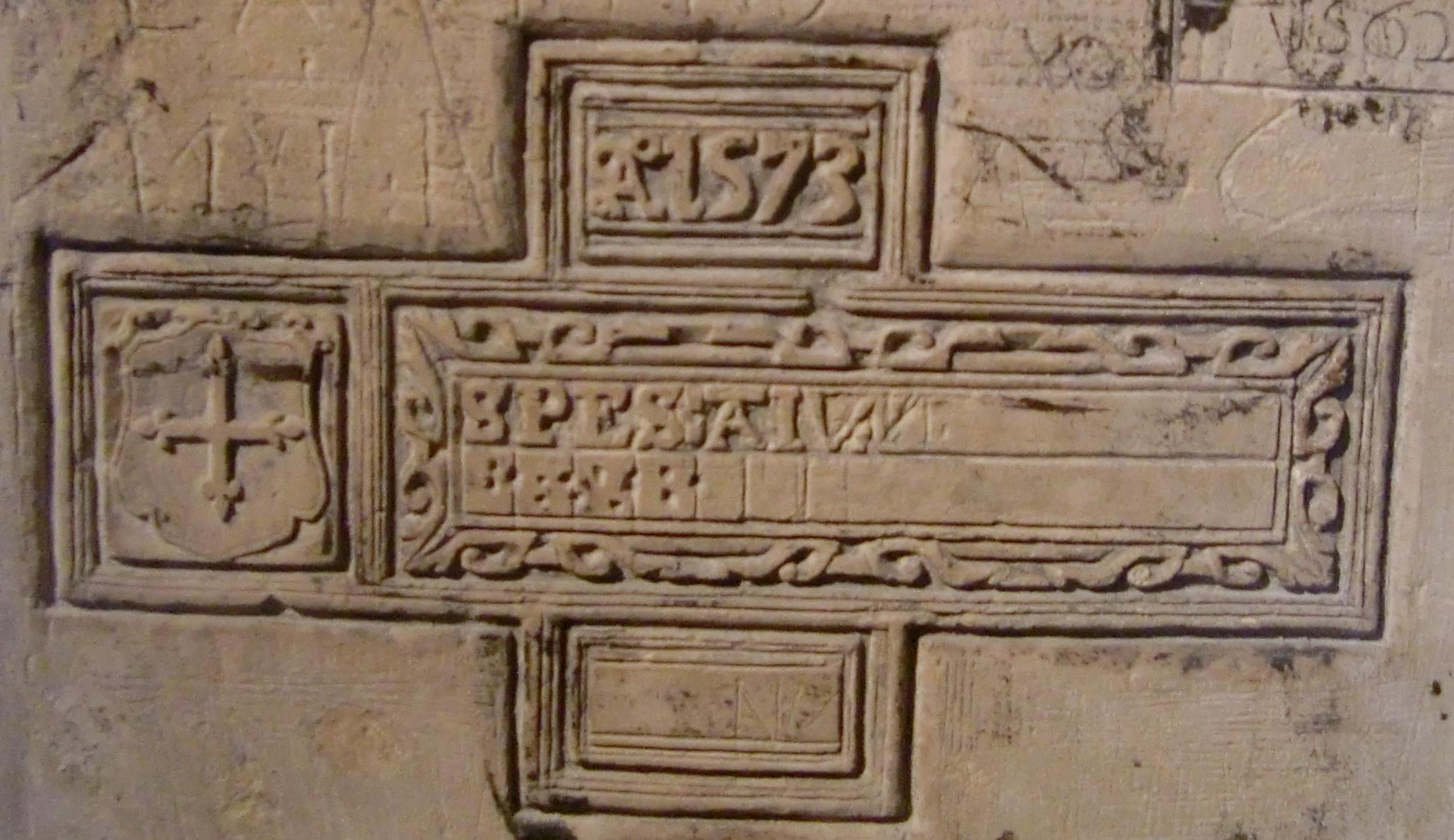
Familienwappen Bannister, angebracht von einem Gefangenen im Beauchamp Tower

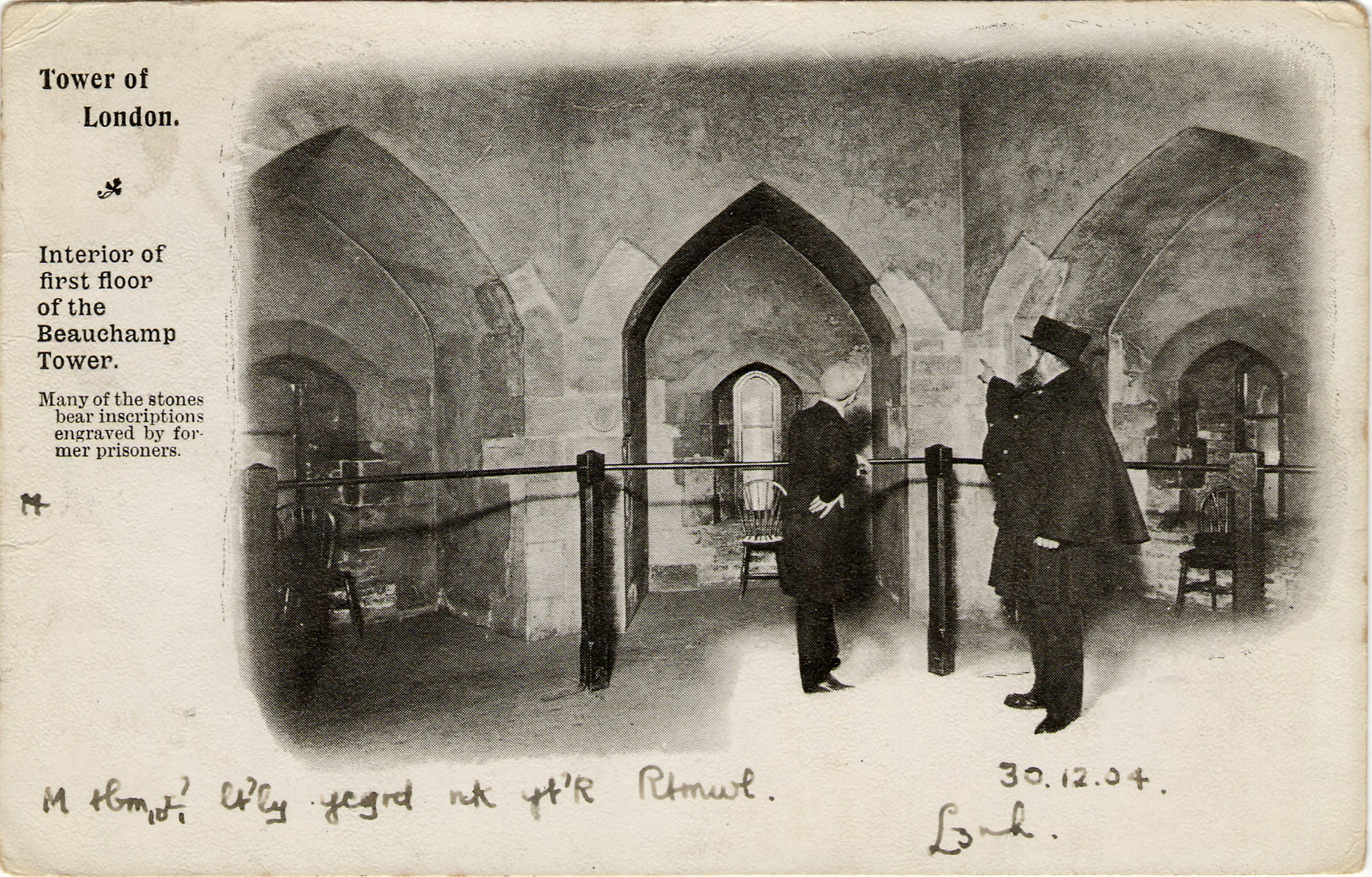
Innenansicht des ersten Stockwerks (Ansichtskarte von 1904)

Der Beauchamp Tower ist ein Turm in der inneren Festungsmauer des Tower of London. Der Turm nimmt eine prominente Stelle in der westlichen Mauer ein. Der aus dem 13. Jahrhundert stammende Beauchamp Tower steht an der Stelle, an der Heinrich III. ein prachtvolles Tor zur Londoner Innenstadt errichten ließ. Nach den Umbauplänen von Edward I. war dieses Tor obsolet, und Edward ließ an seiner Stelle einen Turm errichten.
Der Turm hat die typische D-Form der Türme aus Heinrichs Regierungszeit, wobei der Halbkreis nach außen, die gerade Linie nach innen gerichtet ist. Um den gesamten Raums des ehemaligen Tores einzunehmen, ist er jedoch deutlich größer als die etwas älteren Türme der Mauer. Im Gegensatz zu den anderen Türmen der inneren Mauer ist der Turm breiter und hat drei anstelle von zwei Stockwerken. Im Norden und Süden befinden sich Türmchen, wobei der nördlichere größer ist.
Jedes Stockwerk besitzt fünf Schießscharten aus Backstein, die im 13. Jahrhundert gebaut wurden, und Holzböden. Da der Beauchamp Tower oft zur Unterbringung von Gefangenen im Tower of London genutzt wurde, finden sich zahlreiche Hinterlassenschaften von diesen. Dabei besonders bemerkenswert ist eine Schnitzerei von 1553, die John Dudley, 1. Duke of Northumberland in der Nähe der Feuerstelle im Erdgeschoss hinterließ.
Der Beauchamp Tower wurde 1852–1853 von Anthony Salvin mit einer neuen Fassade ausgestattet. Dies war die erste Renovierungsarbeit Salvins, der zusammen mit seinem Nachfolger John Taylor das Gesicht des Towers im 19. Jahrhundert maßgeblich veränderte.
Bei Grabungsarbeiten 1996 tauchten vor dem Beauchamp Tower Fundamente auf, die an die des Lion Towers erinnern. Die aus den 1240ern stammenden Gebäudeteile gehörten vermutlich zum „edlen Torweg“, den Heinrich III. zum Tower hin errichten wollte, der aber schon beim Bau einstürzte.